# Myskgräs
Myskgräs (Hierochloë) är ett växtsläkte i familjen gräs. Det är ett starkt vaniljdoftande gräs, och används i en del parfymer. 
Gräset är 3–5 decimeter högt med krypande rotstock, nästan odelat strå och fåaxig vippa. Doften kommer av dess höga kumarinhalt. I Sverige förekommer myskgräs mindre vanligt på fuktiga ängar i hela landet.

## Dottertaxa till Myskgräs
Följande arter listas som dottertaxa i Catalogue of Life, i alfabetisk ordning:
- Hierochloe alpina - Fjällmyskgräs
- Hierochloe australis - Finskt myskgräs
- Hierochloe brunonis
- Hierochloe cuprea
- Hierochloe davidsei
- Hierochloe equiseta
- Hierochloe flexuosa
- Hierochloe fraseri
- Hierochloe fusca
- Hierochloe glabra
- Hierochloe gunckelii
- Hierochloe helenae
- Hierochloe juncifolia
- Hierochloe khasiana
- Hierochloe laxa
- Hierochloe mexicana
- Hierochloe novae-zelandiae
- Hierochloe occidentalis
- Hierochloe odorata - Doftmyskgräs / Raggmyskgräs
- Hierochloe pauciflora
- Hierochloe pluriflora
- Hierochloe potaninii
- Hierochloe pusilla
- Hierochloe rariflora
- Hierochloe recurvata
- Hierochloe redolens
- Hierochloe repens
- Hierochloe spicata
- Hierochloe submutica
- Hierochloe tibetica
- Hierochloe utriculata
- Hierochloe wendelboi
- Hierochloe zinserlingii